# Dapsa nikolajevi
Dapsa nikolajevi là một loài bọ cánh cứng trong họ Endomychidae. Loài này được Nikitsky & Semenov miêu tả khoa học năm 2001.